# France métropolitaine

Karte von France métropolitaine

France métropolitaine, kurz la Métropole, deutsch metropolitanes Frankreich oder Metropolitan-Frankreich (ehemalige ISO-3166-1-Abkürzung: FX bzw. FXX), wird das Mutterland Frankreichs genannt, das heißt der zum europäischen Kontinent gehörende Teil Frankreichs, der das französische Festland und die vor seiner Küste im Atlantik, im Ärmelkanal und im Mittelmeer liegenden Inseln einschließlich Korsika umfasst.
Metropolitan-Frankreich (France métropolitaine) wird Übersee-Frankreich (France d’outre-mer) gegenübergestellt, das sich aus den zum Staatsgebiet Frankreichs gehörenden überseeischen Départements und Regionen (DOM-ROM) Französisch-Guayana, Guadeloupe, Martinique, Réunion und Mayotte sowie den überseeischen Gebieten (Collectivités d'outre-Mer – COM) Saint-Barthélemy, Saint-Martin, Saint-Pierre und Miquelon, Wallis und Futuna, Französisch-Polynesien, sowie dazu mit besonderem Status Neukaledonien und die französischen Süd- und Antarktisgebiete zusammensetzt.
Von Seiten einiger Abgeordneten der Überseegebiete wurden Gesetzesänderungen initiiert, um den als kolonial betrachteten Begriff „Métropole“ in staatlichen Texten durch den neutralen Ausdruck „Hexagone“ (Sechseck – Form Festlandfrankreichs auf der Landkarte) zu ersetzen.
Das metropolitane Frankreich erstreckt sich über eine Fläche von 543.963 km². Dies stellt rund 85,9 Prozent der Gesamtfläche des Staatsgebietes Frankreichs dar. Die Bevölkerung beträgt mit 65,6 Millionen Einwohnern (Januar 2022) etwa 96,8 Prozent der Bevölkerung des Staatsgebietes Frankreichs.

## France continentale
Die Bezeichnung France continentale (kontinentales Frankreich) wird für das europäische Frankreich ohne Korsika benutzt, beispielsweise vom nationalen geographischen Institut, Institut géographique national (IGN).